# Paprikás csirke
A paprikás csirke vagy csirkepaprikás (angolul chicken paprikash, franciául poulet au paprika à la hongroise, németül paprikahuhn, az osztrákoknál paprikahendl) a paprikásfélék közé tartozó magyar nemzeti étel. Nem keverendő össze a csirkepörkölttel (angolul chicken goulash), hiszen az tejföl nélkül készül. A legnépszerűbb magyar ételek egyike, megvan benne minden, ami a magyar konyhát jellemzi: fűszerpaprika, bors, vöröshagyma, fokhagyma, zöldpaprika, paradicsom, tejföl, hús.
A magyar konyha mintegy kétszáz éves múltra visszatekintő jellegzetes képviselője. A magyar nemzeti ételek említésének gyakorisági sorrendje: gulyás, halászlé, töltött káposzta, paprikás csirke, paprikás krumpli, disznótoros, bableves, túrós csusza.

## Története

### A paprikás csirke előtörténete

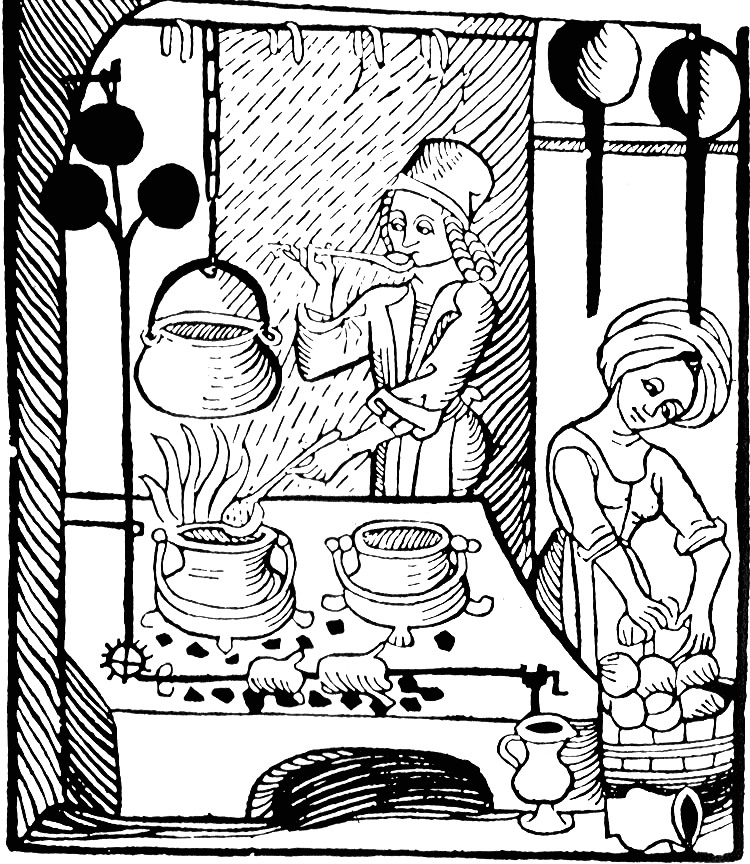
Konyha, Peter Wagner nürnbergi fametszete, 1485.

A 19. században a pörkölt elterjedt étellé vált az alföldi parasztok között. A pásztorok által fogyasztott marha- és birkahúsból készült pörkölt mellett kedveltté vált a baromfihúsból készített pörkölt is, ami a háztartási körülményekhez igazítás jele volt. Az étel a pásztorok közti viszonyoknak megfelelően kezdetben a parasztoknál is köznapi szerepű. A hatvani jobbágygazdák családjában az 1840-es években a húsétel leggyakoribb formája a „pörkölt hús” és „paprikás hús”, amely marhahús mellett juhból és szárnyasból is készült.
A paprikát sokféle néven említik a régi magyar források, „törökbors”, „vörösbors”, „spanyol bors”, „tatárkabors”, „pogány bors”.
Pierre Guillaume Frédéric Le Play francia utazó és szociológus Les ouviers européens (1855) című művének leírásában egy hatvani jobbágygazda húsételeit ismerteti
„A húst főleg paprikás hus nevű nemzeti eledel gyanánt készítve eszik; ez különféle húsból vagy szárnyasból áll, melyet füstölt vagy füstöletlen szalonna zsírjával készítenek hagymával, sóval és veres borssal (paprika) fűszerezve, melyről az ételt elnevezték; az egészet soká pirítják, hogy leve megsűrűsödjék. A többi húsétkek közül említendő még a gulyas hus (gulyások vagdalékja), melynek híg levével a kenyeret ízesítik; a porkelt hus melyet sűrű lére készítenek s hidegen és megsűrűsödve esznek.”

### A reformkor megalkotja a paprikás csirkét
A kiváltságait féltő magyar nemesség a magyar nyelv védelme és a magyar ruha újbóli divatba hozása mellett az egyszerű alföldi pásztorok által készített ételekben vélte megtalálni azt az ételt, amely a magyar nép egységét és egyéni jellegét hangsúlyozza.

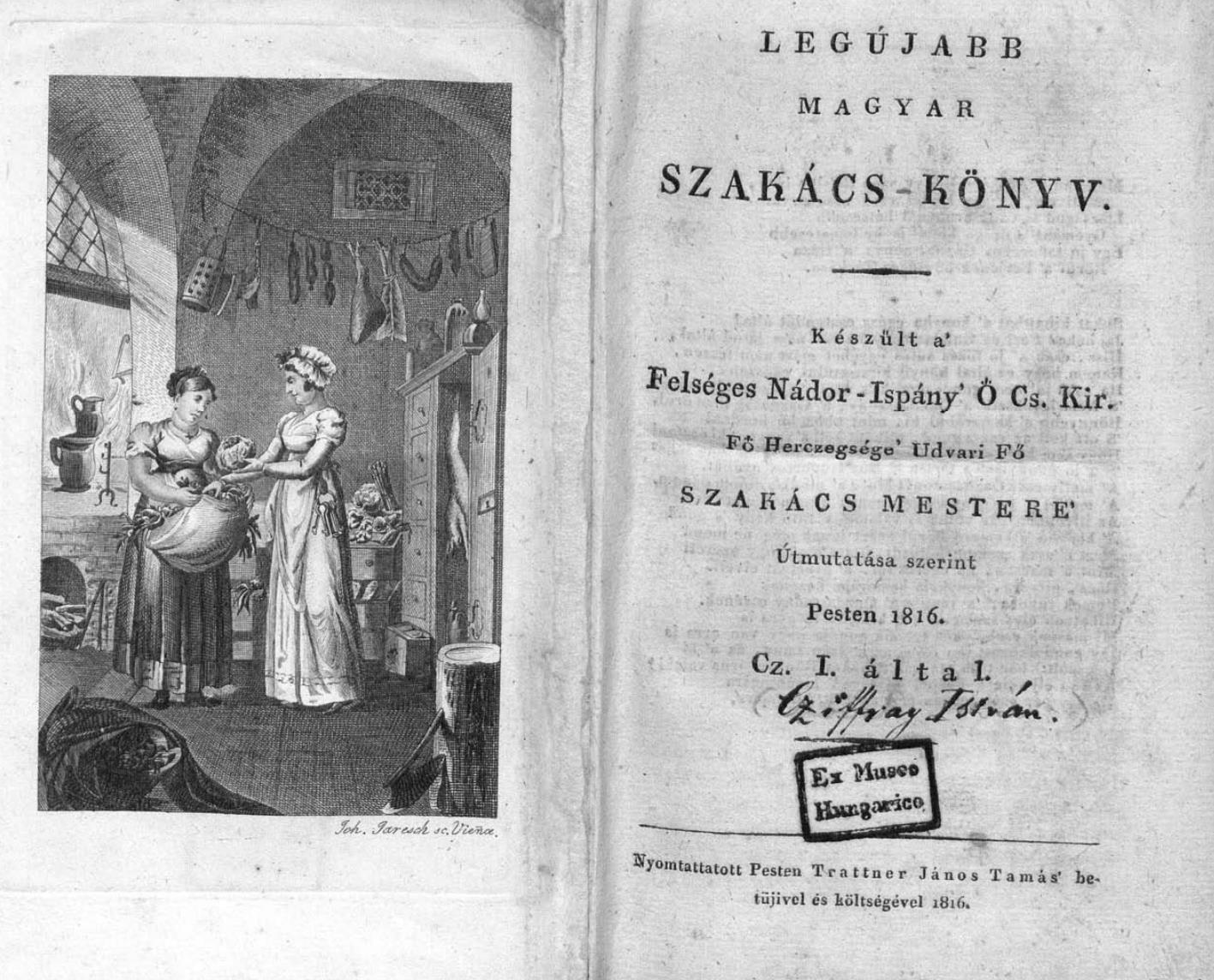
Czifray István: Legújabb magyar szakácskönyv

József nádor udvari szakácsa Czifray István művében a "Magyar nemzeti szakácskönyv"-ben, amely a „magyar gazdaasszonyok számára” 1830-ban íródott, olvashatjuk először a paprikás csirke receptjét, amely addigra a teljesen átformálódó magyar konyha egyik legnépszerűbb ételévé vált:
„Paprikás Tsirke (Tsibe, Pisellye). Végy két vagy több tsirkét, s vagdald darabokra. Izzasz rézlábasban egy darab vajat, vagy zsírt, vess bele paprikát, szegfűborsot, vöröshagymát, s fojtsd sárgásra – osztán az összevagdalt tsirkét vessd közibe, s ismét addig fojtsd, míg meg nem puhul, – hintsd be egy kalán liszttel, önts reá egy kevés hús-lévet, adj hozzá gondolatod szerint téjfelt, hogy a' mártása sűrű legyen – paprikázd meg 's add fel.”
„A paprikafűszer társadalmi emelkedését a gulyáshús nemzeti ételként kezelése segítette. A reformkorra már a szakácsművészet is alkotott paprikás ételt (tejfölös paprikás csirke), ugyanakkor a paprikahasználat idehaza még mindig a parasztokat szimbolizálta. Nyugati határainkon túl viszont a magyarokat, ami megmaradt mindmáig. A fűszerpaprika használata a magyar nyelvterületen nem egységes. A 20. század közepéig alig használatos sokfelé a Székelyföldön, ahol barna színű az a kolbász, ami Magyarországon piros a paprikától. Legerőteljesebb a paprika használata az Alföldön. A paprikás csirkéhez a gulyással és a pörkölttel ellentétben tehát tejfölt is ad, s ez a polgári konyhához köti ennek az ételnek az átalakulását. A tejfölös paprikás csirke innen terjedt el a szegényebb néprétegek felé.” Magyar Néprajz Archiválva 2009. február 12-i dátummal a Wayback Machine-ben
Márkus Mihály fogadós kézzel írt Tariffája 1834-ből (Nagy Vendégfogadó, Nyíregyháza):
- - „Paprikás hús 15 krajcár”
- - „Paprikás Tsirke 18 krajcár”

(Szerk 2024 12 22) Tudomásom szerint alapvetően téves a leírás (a csirkepaprikásnál biztosan), nem az őrölt paprikától paprikás, hanem a zsírban elsőként megsütött felkarikázott paprikától. A sült paprika íze adja meg az alapot az étel egyediségéhez, amely megkülönbözteti minden más ( pörkölt, gulyás, stb) ételtől a végső habarás mellett..
Ez jól értelmezhető ebben az egyik első receptben is:
„Paprikás Tsirke (Tsibe, Pisellye). Végy két vagy több tsirkét, s vagdald darabokra. Izzasz rézlábasban egy darab vajat, vagy zsírt, vess bele paprikát, szegfűborsot, vöröshagymát, s fojtsd sárgásra – osztán az összevagdalt tsirkét vessd közibe, s ismét addig fojtsd, míg meg nem puhul, – hintsd be egy kalán liszttel, önts reá egy kevés hús-lévet, adj hozzá gondolatod szerint téjfelt, hogy a' mártása sűrű legyen – paprikázd meg 's add fel.” 
Valószínűleg átsiklottak az eredeti leírás felett és úgy értelmezték hogy csak az őrölt paprikáról van szó.
BH

### Nemzeti étellé válása
Az 1892 előtti időből ránk maradt mindössze tíz-egynéhány éttermi étlapokon a marhasültek és paprikás húsok mellett a paprikás csirke is szerepel. A 19. században már több külföldi utazó ajánlja a magyar konyhát ismertető leírásában a gulyás mellett a paprikás csirkét.
A paprikás csirke fejlődése szédítő volt, hiszen sok-sok ízesítő anyag mellett fokhagyma ugyancsak kerülhet bele, habár módjával. A gombákkal, különösen a vargányával, jelentős íz gyarapodás érhető el és különösen a tejföllel gazdagított paprikás szósz nyert új dimenziókat vele.
A konyhamester.hu weboldal vendégei megszavazták, hogy mely ételeket tartják a magyar nemzeti konyha legjellemzőbb képviselőinek:
1. bográcsgulyás
2. töltött káposzta
3. pörkölt (sertés-, marha-, csirke-, birka-)
4. halászlé
5. paprikás (csirke-, borjú-)

## Érdekességek

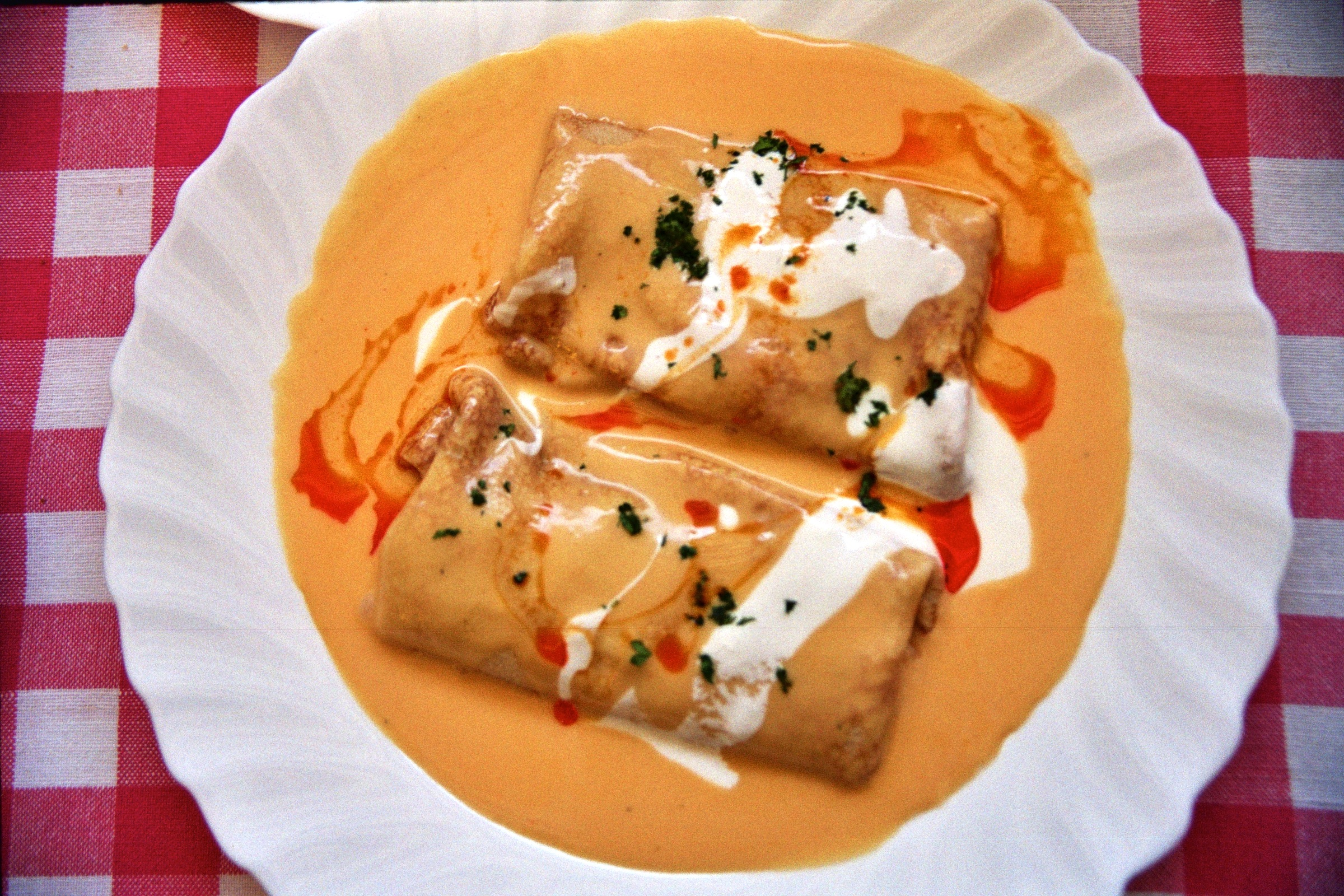
Hortobágyi palacsinta

Külön érdekessége a paprikás csirkének, hogy egyben a hortobágyi palacsinta alapja is, ha az nem darált borjúhúsból készül, akkor ugyanis a palacsinta tölteléke a ledarált paprikás csirkéből készül, a szósz pedig a paprikás csirke tejföllel behabart leve. A Hortobágyról elnevezett palacsinta szintén hungarikum.
Fényes Szabolcs színdarabot írt Paprikás csirke címmel.
A vallási előírások betartása és a környezet csábító ételei számtalan leleményre és ügyes újításra késztették a magyar zsidó háziasszonyokat. A paprikás csirkét tejföl nélkül, vagy az Izraelben és Amerikában az üzletekben is kapható „páros” (tejmentes) kóser tejföllel főzik.
A világhírű Nobel-díjas tudós, Szent-Györgyi Albert neve a gasztronómiába is bevonult, ugyanis 1938-ban a lillafüredi Palota Szálló akkori konyhafőnöke engedélyt kért és kapott a tudóstól, hogy róla nevezze el az általa kreált paprikás csirke receptjét. Őrölt pirospaprika mellett parázson sült, majd héjától megszabadítva felszeletelt vastag húsos zöldpaprika kell hozzá.
A „Magyar Szakács” 1938. július-augusztusi számában Orosz József, a lillafüredi Palotaszálló akkori konyhafőnöke írta a következőket:
„Szent-Györgyi Albert professzor úr Nobel-díjjal való kitüntetése alkalmat adott nekem arra, hogy híressé vált nevét a kulináris téren is bekapcsoljam. Külországban, főleg Franciaországban, ez nagyon szokásos és természetes dolog. Sajnos, ma, a konyhaművészet minden erőfeszítése mellett nem töltheti be azt a hivatást, ami a múltban oly értékessé tette. Mégis a mai viszonyokhoz alkalmazkodva a magyar szakácsok, így én is, a mai igény figyelembe vételével úgy kívánok újítani, hogy az a mostani igényeket és konyhaművészet ismeretét nehezebbé ne tegye a vendéglőkben fogyasztó közönségnek. Azért esett választásom a paprikás csirkére, mivel kizárólagosan magyar és közkedvelt étel, tehát mindenki ismeri. Azonkívül tartalmazza a C-vitamin alapanyagát, amit a Nobel-díjjal jutalmaztak! Szent-Györgyi Albert professzor úrnak én felajánlottam és írásban bemutattam a neve alatt készítendő paprikás csirke változatát, amit ő szíves volt elfogadni és engedélyét elnyerve (a lillafüredi Palota-szállóban) sok esetben szerepelt is az étlapon. Így ahhoz az örvendetes eredményhez jutottam, hogy nagynevű hazai és külföldi vendégeink oly elismeréssel nyilatkoztak a paprikás csirke változatával kapcsolatban, hogy a birtokomban lévő írásbeli elismerések után bizalommal és nyugodtan adhatom közre a Szent-Györgyi Albert módra készítendő és itt közölt receptet. Szent-Györgyi Albert professzor úr által hozzám juttatott engedély sorait megbecsüléssel és személye iránt érzett nagy tisztelettel őrzöm meg birtokomban mindaddig, míg annak idején azt a Magyar Szakácsok Egyesületének értékes gyűjteményei javára fogom hagyni.”
A csirkepaprikás és paprikás csirke között nyelvhelyességi szempontból nem lehet különbséget tenni. A paprikás szó először nem főnévként, hanem melléknévi jelentésben fordult elő a magyar nyelvben, és jelzőként természetes módon kapcsolódott a paprikás zsírban pirított ételfajták nevéhez: paprikás csirke, paprikás hal, paprikás gomba stb. Később a paprikás szó főnévként, a paprikás zsírban pirított ételek összefoglaló nevévé vált. A főnévként létrejött paprikás szó önmagában már nem utalt arra, hogy az étel miből készült és ezért új, jelzős szóösszetételek keletkeztek, csirkepaprikás, halpaprikás, krumplipaprikás, gombapaprikás, melyek utaltak a paprikás ételfajta alapanyagára.

## Elkészítése

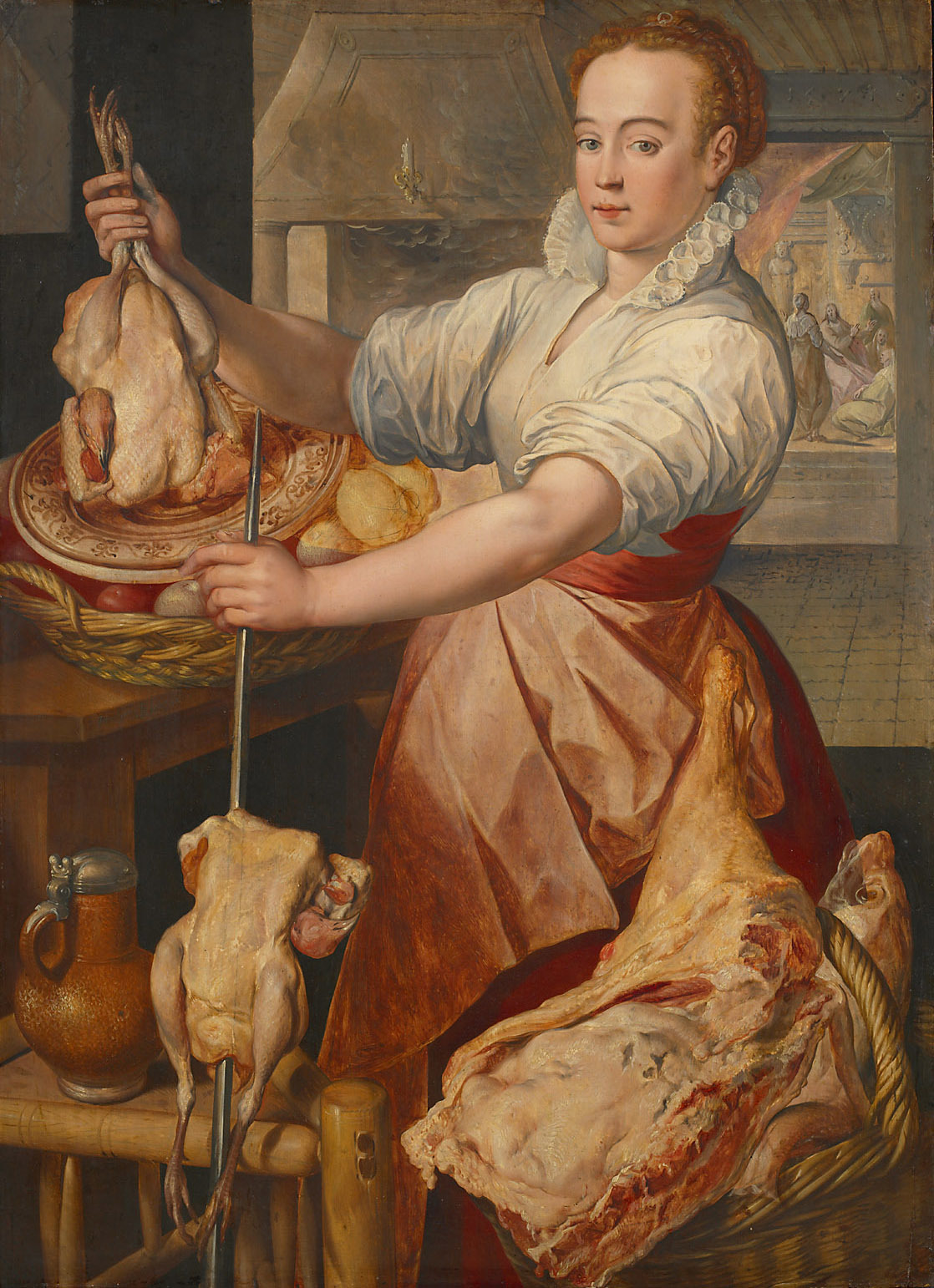
Joachim Beuckelaer: Szakácsnő szárnyasokkal (16. század)

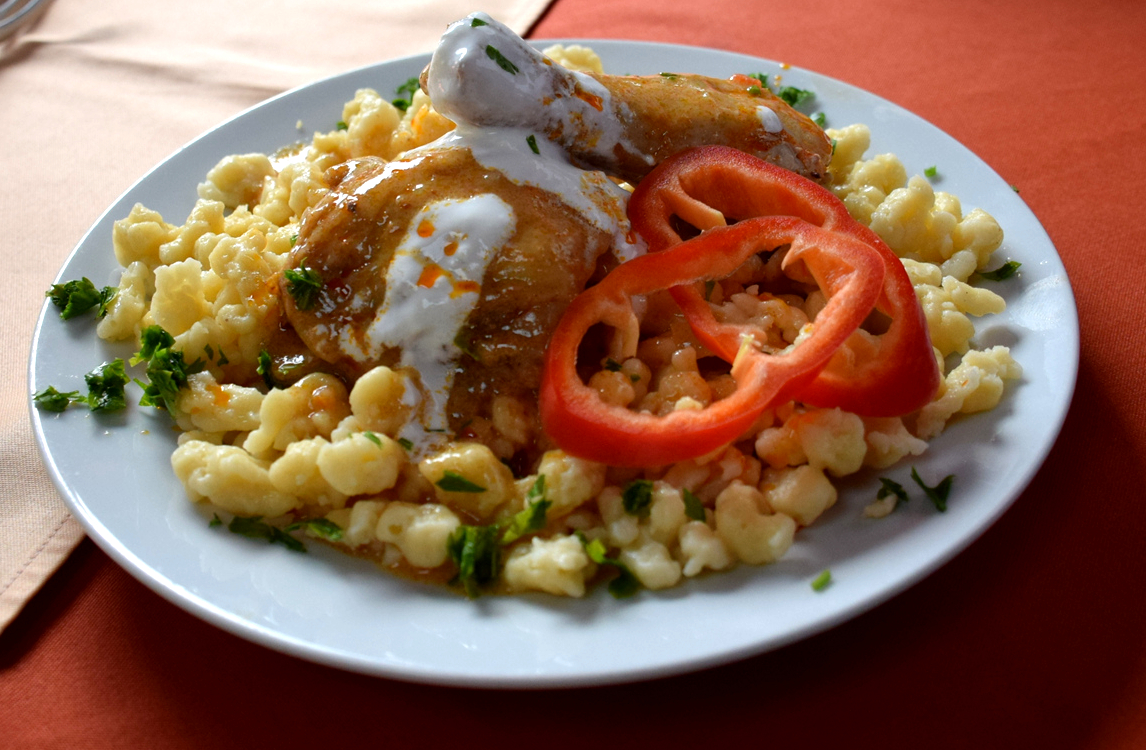
Paprikás csirke nokedlivel

A paprikás csirke is a pörköltalapra épülő ételek (pörkölt- és paprikásfélék) sajátos konyhatechnológiája szerint készül. A rövid lén történő párolás, a többszöri zsírjára pirítás adja az ételnek a sajátos ízt, a magas élvezeti értéket. A pörköltalap a szokásos: a sertészsírra vagy étkezési olajra felaprított hagymát üvegesre pároljuk (dinszteljük), belekeverjük a fokhagymát, erre pirospaprikát szórunk és rögtön megfuttatjuk (lével felöntjük). A víz elpárolgása után a zsírjára pirított pörköltalapra tesszük a feldarabolt csirkehúst. Párolás előtt a húsdarabokat kicsit meg kell pörkölni, így a húsnedvek nem főnek ki belőle és ízesebb marad. A húsra egészen kevés vizet kell önteni, mert a friss csirkehús sok vizet ereszt. Nem szabad sokáig főzni és nem szabad fakanállal kavargatni, hanem a főzőedényt kell rázogatni, nehogy szétessen a hús. A tejföl csak a legvégén kerül a paprikás csirkébe, nehogy összemenjen. Egy pohár tejfölhöz egy kávéskanál lisztet számítva, el kell habarni a pörköltalappal, és még egyszer felforralni, hogy a liszt megduzzadjon, mert ez óvja a tejfölt az összefutástól. A tejföl – amelyből a magyar konyha az átlagosnál nagyobb mennyiséget használ – jól harmonizál a paprikás csirke ízanyagaival.
Ha több idő áll rendelkezésre az étel elkészítésére, akkor még elegánsabb ételköltemény születhet. A megpuhult húsdarabokat kivesszük a paprikás szaftból. A szaftot átpasszírozzuk. A tejfölt elkeverjük a liszttel, kevés vízzel hígítjuk, és habverővel folyamatosan kevergetve besűrítjük vele a paprikás mártást, összemelegítjük, de nem forraljuk. Szükség szerint sózzuk. A csirkehúsdarabok bőrét és a csontokat eltávolítjuk, és a meleg paprikás szaftba a húst visszatesszük. Ekkor feljön a zsiradéktartalom, ebbe beoldhatunk finoman szórva egy kevés jó minőségű pirospaprikát, megvárjuk a teljes feloldódást (1-2 perc), ettől az étel színe sokkal szebb lesz.  Rövid ideig kis lángon még főzni kell az ételt, hogy a húst átjárhassa a tejfölös mártás. 
A paprikás csirkét egyébként az különbözteti meg a csirkepörkölttől, hogy a paprikával fűszerezett kész pörköltalapra a víz elpárolgása után tesszük a húst, a végén pedig tejfölt adunk hozzá. Így a hús ízanyagai kifőnek, ami azután a kész étel szaftjában érvényesül. Ezzel szemben a csirkepörkölt úgy készül, hogy a pörköltalapot a hússal együtt készítjük el: a zsiradékra felaprított hagymát, erre a felkockázott húst tesszük és lepirítjuk („pörköljük”), ezután tesszük hozzá a paprikát (megfuttatjuk rajta), majd felöntjük lével (vízzel, húslevessel stb). A hús ízanyagait a pörköléssel bezárjuk, a szaftját, a vele harmonizáló fűszerekkel (szerecsendió, köménymag, rozmaring stb.) tehetjük ízletesebbé, elrontani nem lehet, hiszen Magyarországon mindenki úgy hiszi, hogy tud pörköltet főzni.

## Variációk
- Bakonyi módra – a paprikás csirke gombás változata
- Rakott paprikás csirke – a csirkehús darabokat kicsontozva tűzálló tálba helyezve, a szaft és a nokedli keverékével fedve és sajttal megszórva sütött ételvariáció
- Tejszínes – víz helyett főzőtejszínnel főzik
- Ínyenc paprikás csirke – majoránnával és zúzott fokhagymával.
- Chicken Paprikash with Sour Cream Recipe – pici vajjal :)
- Hungarian chicken paprikash with dumplings – gombócokkal (angolul)

## Receptek
- A magyar Wikikönyvekben további információk találhatók Paprikás csirke témában.

## A kultúrában
A csirkepaprikás többször is visszatérő motívum a Star Trek sci-fi sorozatban.